# Génération PC
Génération PC est un magazine mensuel publié par Pressimage, paru pour la première fois en avril 1993. Il s'inscrivait dans la mouvance des magazines grand public autour du standard PC et complétait une série de titres du groupe Pressimage (Génération 4) dédiés au jeu et à la micro-informatique.

## Historique
Un premier hors-série de Génération 4, intitulé Génération PC, fit office de numéro zéro testé en kiosque en 1992. Devant le succès de ce test, il fut décidé de développer un magazine complet sur un rythme mensuel, l'année suivante. 
Ce magazine fut conçu et lancé par d'anciens journalistes du groupe Sepcom issus du magazine Compatibles PC Magazine. Il se voulait pratique et accessible au plus grand nombre. Sa formule initiale, restera en vigueur jusqu'au n°16 et une nouvelle formule (n°17 ) impulsée par son nouveau rédacteur en chef (Frédéric Nardeau) qui fera décoller ses ventes et placera le magazine parmi les leaders de la presse informatique. Cette transformation durera pendant toute la vie du mensuel (malgré plusieurs remaniements), avec une section d'actualité, deux dossiers thématiques intitulés « Déclic », une rubrique pratique intitulée PC Pratique et une rubrique consumériste intitulée PC Market. Il contenait dans ses premiers numéros une section reportage très illustrée qui disparut dans les éditions suivantes plus centrées sur l'aspect pratique et consumériste. 
Il introduisait dans la presse micro-informatique le format qui avait fait le succès de magazines tels que Capital : des articles courts (1 page pour les tests, moins de 10 pages pour les dossiers), une approche de tests inspirée de la presse automobile (par exemple le dossier « Portables: 1 000 km de tests en TGV » dans le numéro 6). Le premier exemplaire fut vendu à 56 000 exemplaires et sa diffusion se stabilisa par la suite aux environs de 50 000 exemplaires payants mensuels (incluant les hors-séries), avec des pointes à 85 000 exemplaires vendus. A noter que les magazines "hors-série" (souvent thématiques et ne répondant pas à  la charte rédactionnelle de Génération PC) au succès plus que mitigé n'étaient pas conçus par l'équipe éditoriale du mensuel, au grand mécontentement de cette dernière... 

### Originalité
Génération PC a introduit plusieurs innovations dans la presse informatique. Les premières pages du magazine étaient dédiées à des informations confidentielles, suivies par deux pages de courrier des lecteurs. La rubrique « PC Market » introduisit également une double page de consommation décrivant les gadgets amusants autour du PC, inspirée des pages consommation de la presse masculine.
Le numéro un comprenait également une chronique intitulée « Le vert vous va si bien » sur la montée en puissance de l'écologie et des produits verts dans le monde PC. Des articles suivront régulièrement sur ce thème : Green PC, normes écologiques suédoises sur les écrans, etc.

### Médias inclus
Le premier exemplaire de Génération PC comportait une disquette, le numéro 2 était livré sans complément. Les numéros suivants furent livrés avec une disquette à nouveau, puis à compter du numéro 12, avec un CD-ROM, puis avec un livret rédactionnel (booklet format A6) en supplément.  

### Hors-séries et thématiques
De nombreux hors-séries et thématiques furent publiés autour de Génération PC (mais pas par l'équipe rédactionnelle du mensuel) comme « Construisez votre PC » suivi d'autres éditions sur les aspects techniques du PC. 

## Disparition
En 2000, le groupe Pressimage relance le magazine sous le titre PC no 1, avec pour nouveau rédacteur en chef : Christian Marbaix. L'investissement éditorial porte alors sur 2.5 millions de francs.
PC no 1 bénéficie d'un prix de lancement de 28 francs au lieu de 38 francs et d'une campagne de 5 millions de francs pour l'année 2000. Malgré cela (concurrence d'internet ou erreurs de contenu éditorial ?), le magazine periclite  et disparaît assez rapidement après son changement de nom et sûrement de public.